# Tagajõe
Tagajõe is een plaats in de Estlandse gemeente Alutaguse, provincie Ida-Virumaa. De plaats heeft de status van dorp (Estisch: küla) en telt 11 inwoners (2021).
Tot in oktober 2017 hoorde Tagajõe bij de gemeente Tudulinna. In die maand werd Tudulinna bij de fusiegemeente Alutaguse gevoegd.